# 大湖 (阿拉斯加州)
大湖（英語：Big Lake）是位於美國阿拉斯加州馬塔努斯卡-蘇西特納自治市鎮的一個非建制地區和人口普查指定地區。根據2010年美國人口普查，該地人口為3350人，而該地的面積約為375.00平方千米。

## 地理
大湖的座標為61°32′15″N 149°53′28″W / 61.53750°N 149.89111°W，而該地的平均海拔高度為44米（即144英尺）。